# Beate Ferchländer
Beate Ferchländer (* 27. Mai 1961 in Scheibbs) ist eine österreichische Kriminalautorin. Ihre Romane spielen hauptsächlich im niederösterreichischen Weinviertel. 

## Leben
Ferchländer verbrachte Kindheit und Jugend in Scheibbs. Nach der Matura am Bundesoberstufenrealgymnasium in Scheibbs, ging sie nach Wien, wo sie Mathematik und Englisch für Lehramt an der Universität Wien studierte. Nach Studienabschluss ging sie nach Poysdorf und begann als Gymnasiallehrerin in Laa an der Thaya zu arbeiten. Berufsbegleitend absolvierte sie ein Studium an der Schule des Schreibens der Hamburger Akademie für Fernstudien in den Lehrgängen Belletristik, Kinder- und Jugendliteratur sowie Romanwerkstatt.
Ihre Romane erscheinen im Emons Verlag.

## Werke
- Beate Ferchländer: Das Nussstrudelkomplott, Verlag Emons, Köln 2016.
- Beate Ferchländer: Das Zimtschneckenfiasko, Verlag Emons, Köln 2017.
- Beate Ferchländer: Sterbenstörtchen, Verlag Emons, Köln 2019.